# Instituto Federal Fluminense
O Instituto Federal de Educação, Ciência e Tecnologia Fluminense, também chamado de forma abreviada de Instituto Federal Fluminense, IFFluminense ou simplesmente IFF, é uma instituição ensino que faz parte da Rede Federal de Educação Profissional, Científica e Tecnológica. O IFF foi criado mediante transformação do CEFET-Campos em um Instituto Federal de Educação, Ciência e Tecnologia. É um dos 38 Institutos Federais, criados em dezembro de 2008, pelo Governo Federal, a partir dos CEFETs, escolas técnicas e agrotécnicas federais.
A Reitoria do IFF está localizada na cidade de Campos dos Goytacazes. O Instituto Federal Fluminense possui campi presentes em quatro cidades do Norte Fluminense (Campos dos Goytacazes, Macaé, São João da Barra e Quissamã), quatro no Noroeste Fluminense (Bom Jesus do Itabapoana, Itaperuna, Santo Antônio de Pádua e Cambuci), um na Região dos Lagos (Cabo Frio) e dois na Região Metropolitana (Itaboraí e Maricá). Também possui um Pólo de Inovação na cidade de Campos dos Goytacazes, e dois Centro de Referência em Tecnologia, Informação e Comunicação na Educação, nas cidades de Campos e Cordeiro.

## História
O IFF tem suas origens em 1909, com a criação das Escolas de Aprendizes Artífices pelo presidente Nilo Peçanha, visando à formação profissional de jovens das camadas populares. Foram dezenove escolas instaladas nas várias unidades da Federação, via de regra em suas capitais. Excepcionalmente, a do Estado do Rio de Janeiro foi instalada em Campos dos Goytacazes, no Norte Fluminense, em virtude de conjunções e disputas político-partidárias. A escola foi a nona criada no país, e oferecia cinco cursos quando inaugurou: alfaiataria, marcenaria, tornearia, sapataria e eletricidade. Assumindo, desde esse tempo, importância significativa para a região, essa foi a Escola que, futuramente, depois de outras transformações, viria a se tornar o Instituto Federal Fluminense .

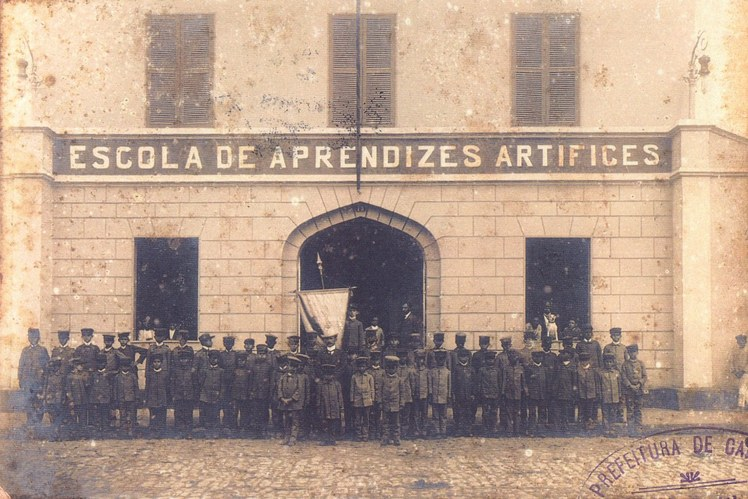
Fachada da Escola de Aprendizes e Artífices, criada em 1909

Ao longo do século XX, acompanhando o processo de industrialização do Brasil, a instituição passou por diversas transformações. Em 1942, tornou-se uma Escola Técnica Industrial e, em 1945, foi renomeada Escola Técnica Federal de Campos (ETFC), consolidando-se como um centro regional de formação de mão de obra para a indústria. Em 1959, adquiriu autonomia didático-administrativa e ampliou sua atuação, oferecendo cursos técnicos alinhados às demandas do mercado de trabalho.
Nos anos 1990, a ETFC foi elevada a Centro Federal de Educação Tecnológica de Campos (CEFET-Campos), passando a oferecer cursos de graduação e pós-graduação, adquirindo maior autonomia e se consolidando como instituição de ensino superior. Sua primeira Unidade de Ensino Descentralizada foi aberta na cidade de Macaé em 1993. No mesmo período, começou a oferecer seus primeiros cursos de nível tecnológico, tornando-se assim uma instituição de nível superior. Em seguida, seguiram-se as permissões para a oferta de licenciaturas e cursos de pós-graduação. Essa transformação ocorreu em um contexto de expansão da EPT no Brasil e intensificação das políticas de interiorização da formação profissional.

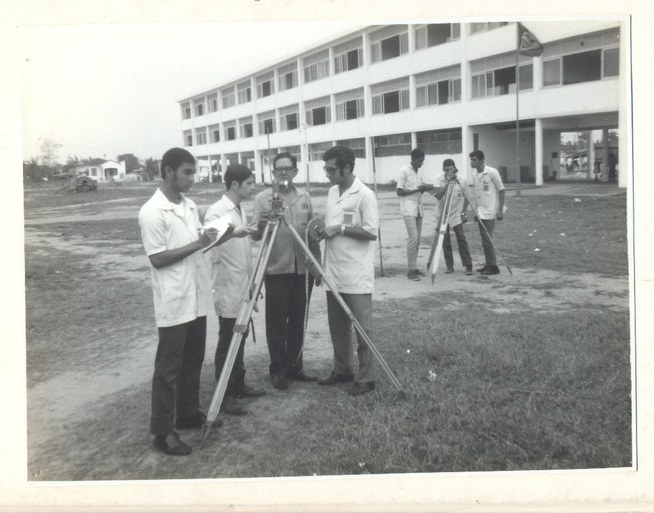
Pátio da Escola Técnica Federal de Campos

Para o CEFET Campos, esse período foi marcado por uma intensificação da política de interiorização e participação no desenvolvimento regional, fruto de seu diálogo com os municípios. Foram abertas novas unidades, como os Núcleos Avançados em Arraial do Cabo, Quissamã, São João da Barra e Rio das Ostras, além da Unidade de Pesquisa e Extensão Agroambiental (UPEA), que desenvolve pesquisas aplicadas aos ecossistemas existentes na área de abrangência do IFF e difunde, por meio de projetos de extensão, tecnologias voltadas principalmente para micro e pequenos produtores da região com perfil de agricultura familiar. 
A década de 2000, num contexto mais amplo, foi marcada pelas disputas em torno da concepção da educação que guiaria as ações das instituições de educação profissional. Essas disputas culminariam no processo de reestruturação da educação profissional que resultou na criação da Rede Federal de Educação Profissional, Científica e Tecnológica e, com ela, os Institutos Federais de Educação, Ciência e Tecnologia, por meio da Lei N.º 11.892, de 29 de dezembro de 2008. 
Os Institutos Federais foram criados como instituições de EPT, pluricurriculares e multicampi, com natureza jurídica de autarquia, detentores de autonomia administrativa, patrimonial, financeira, didático-pedagógica e disciplinar. As características e finalidades dos Institutos Federais são determinados pela referida Lei em seu art. 6º, cujo inciso I cita a formação e qualificação de cidadãos como uma das finalidades dos IFs, e cujo inciso V dita que os IFs devem estimular o desenvolvimento do espírito crítico, princípio congruente à formação cidadã. 

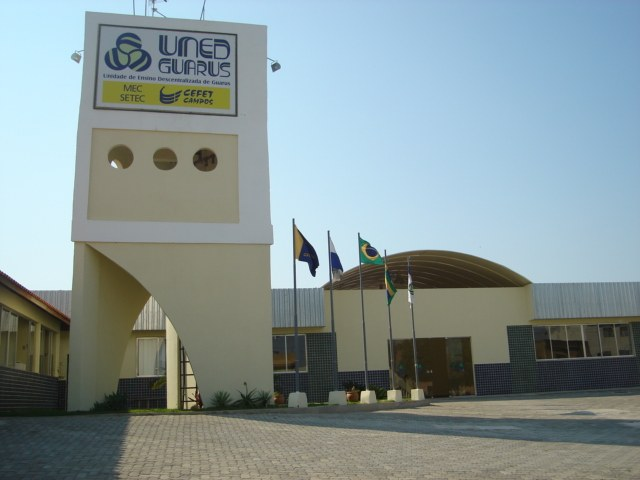
ㅤㅤㅤㅤㅤㅤㅤㅤFachada da Unidade de Ensino Descentralizada no distrito de Guarus

O Instituto Federal de Educação, Ciência e Tecnologia Fluminense (IFF) foi criado a partir da transformação do CEFET Campos, com suas unidades de ensino já existentes, às quais foi integrado o Colégio Técnico Agrícola Ildefonso Bastos Borges, localizado em Bom Jesus do Itabapoana, até então vinculado à Universidade Federal Fluminense. O Instituto foi autorizado a atuar em partes do território do Estado do Rio de Janeiro, especificamente nas mesorregiões Norte Fluminense, Noroeste Fluminense, Baixadas Litorâneas e Metropolitana, e a Lei definiu que sua Reitoria deveria ser sediada em Campos dos Goytacazes. 
Ao longo da década de 2010, realizou-se um esforço em nível nacional para a interiorização da Rede, com o objetivo de ampliar as oportunidades de acesso à educação e à formação profissional. O IFF não foi exceção, e várias unidades foram abertas desde sua criação, entre elas diferentes campi, Centros de Referência, um Polo de Inovação e a própria Reitoria. Em sua atual configuração, o IFF encontra-se em 12 municípios e sua estrutura conta com 12 campi, um Polo de Inovação, o Centro de Referência em Tecnologia, Informação e Comunicação na Educação, o Centro de Referência de Cordeiro e a Reitoria, totalizando mais de 20 mil estudantes e 1.500 servidores ativos. 

## Unidades

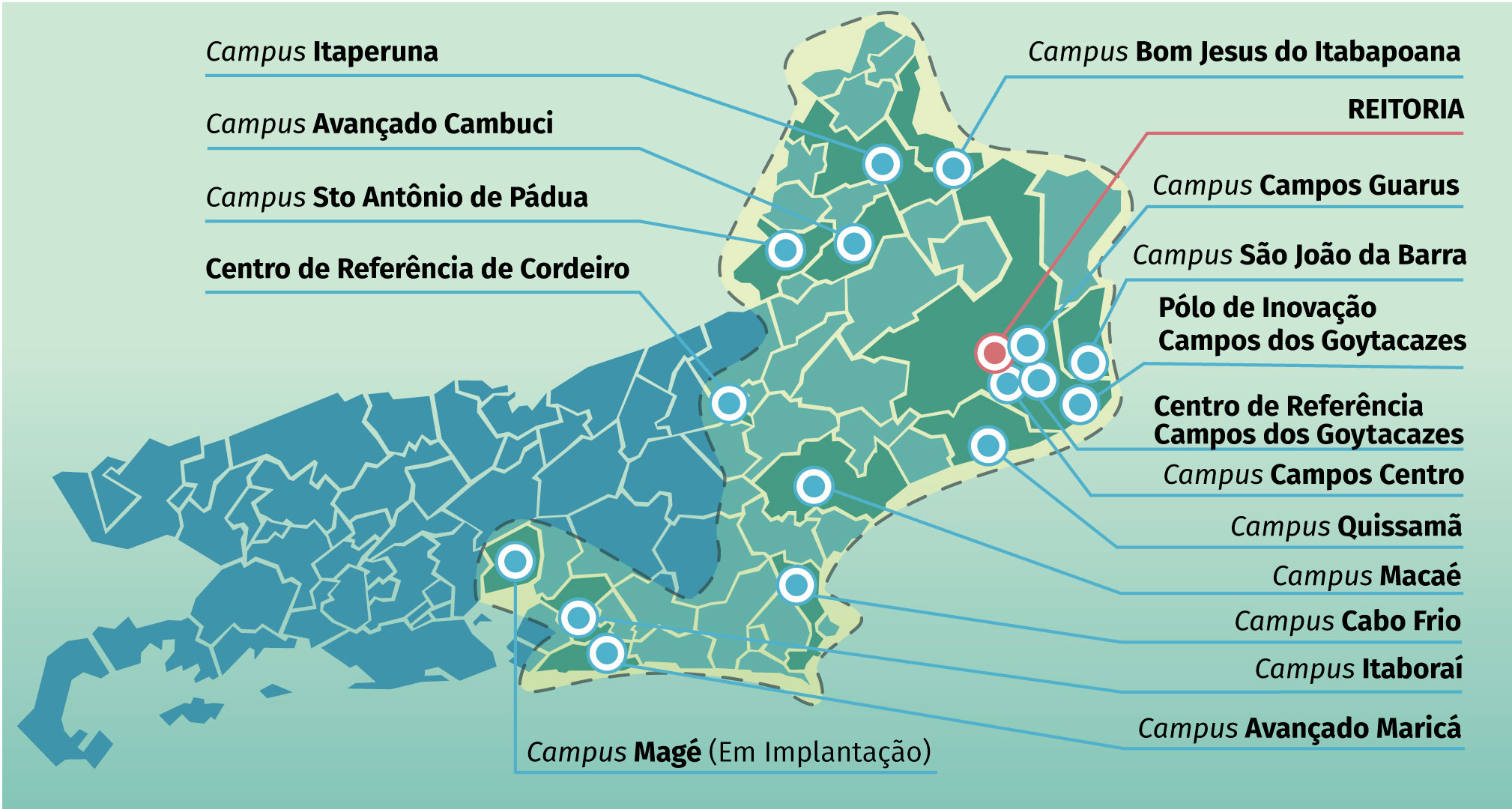
Abrangência territorial do Instituto Federal Fluminense (2024)

Em sua atual configuração, o IFF encontra-se em 12 municípios e sua estrutura conta com 12 campi, um Polo de Inovação, dois Centro de Referência em Tecnologia, Informação e Comunicação na Educação, e a Reitoria. 
- Região Norte Fluminense
  - Campus Campos Centro;
  - Campus Campos Guarus;
  - Campus Macaé;
  - Campus Quissamã;
  - Campus São João da Barra;
  - Centro de Referência em Tecnologia, Informação e Comunicação na Educação de Campos dos Goytacazes;
  - Pólo de Inovação de Campos dos Goytacazes;
  - Reitoria.
- Região Noroeste Fluminense
  - Campus Bom Jesus do Itabapoana;
  - Campus Cambuci;
  - Campus Itaperuna;
  - Campus Santo Antônio de Pádua.
- Região Serrana
  - Centro de Referência em Tecnologia, Informação e Comunicação na Educação de Cordeiro.
- Região das Baixadas Litorâneas
  - Campus Cabo Frio.
- Região Metropolitana
  - Campus Itaboraí;
  - Campus Magé (em implantação);
  - Campus Maricá.

## Projeto Político-Pedagógico
O Projeto Político-Pedagógico Institucional (PPI) do IFF é fundamentado na legislação educacional brasileira, e suas principais referências são a Constituição Federal de 1988, a Lei de Diretrizes e Bases da Educação Nacional (LDB - Lei Nº 9.394/96) e a Lei Nº 11.892/2008, que institui a Rede Federal de Educação Profissional, Científica e Tecnológica e cria os Institutos Federais.  Além disso, o Decreto Nº 5.154/04, que regula as diretrizes curriculares da educação profissional, também é usada como base para sua estruturação.

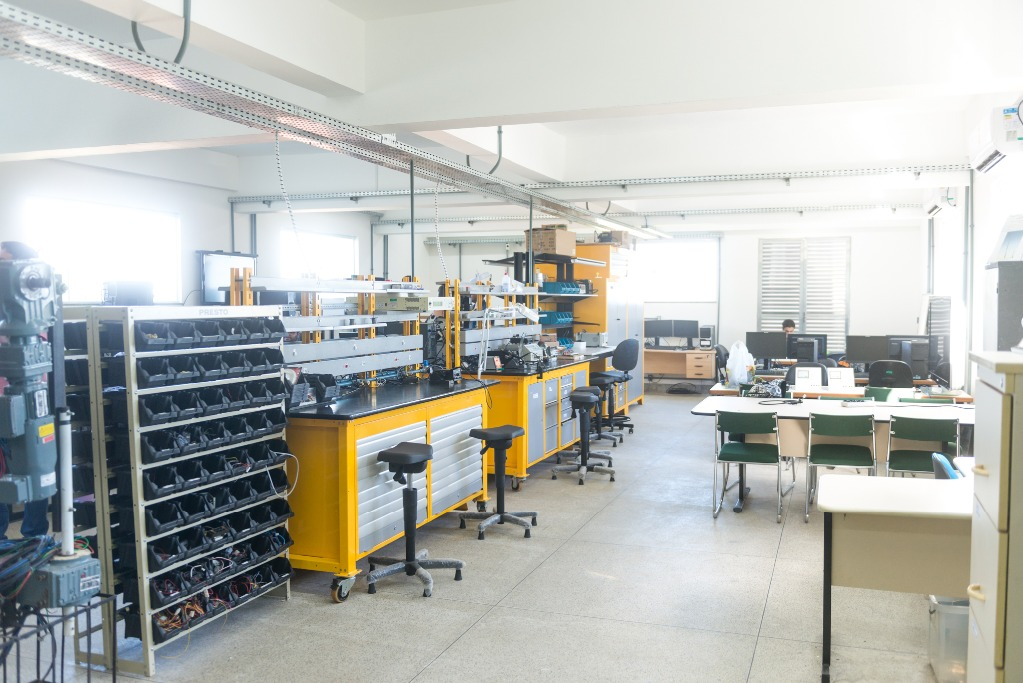
ㅤㅤㅤㅤㅤLaboratório instalado no Polo de Inovação

A Constituição brasileira assegura a educação como direito público subjetivo, e determina que é dever do Estado garantir o acesso à educação com equidade de oportunidades e um padrão mínimo de qualidade. A LDB, por sua vez, consolidou a autonomia institucional e estabeleceu que cada instituição de ensino é responsável pela elaboração de suas próprias propostas pedagógicas, com participação da comunidade escolar. 
A identidade institucional do IFF é fundamentada na sua missão em oferecer educação profissional e tecnológica em uma perspectiva emancipadora e integrada a uma formação para o exercício da cidadania. A formação oferecida pela instituição não tem apenas o objetivo de capacitar para o mundo do trabalho, mas também de promover o desenvolvimento social e humano, garantindo que a educação seja um meio de transformação da realidade. Sua identidade institucional se fundamenta na integração entre formação acadêmica, preparação para o trabalho e compreensão das bases científicas e tecnológicas associadas ao processo produtivo. Sua proposta pedagógica busca articular ensino, pesquisa e extensão para potencializar a ação humana na construção de uma sociedade mais justa e democrática. 
O IFF se posiciona como um agente estratégico no desenvolvimento regional dos territórios em que atua, e sua atividade acadêmica deve estar em diálogo com os arranjos produtivos locais e as necessidades das comunidades. A instituição atua em uma diversidade de territórios, cujos diferentes contextos socioculturais influenciam sua identidade, exigindo currículos flexíveis e contextualizados, capazes de preparar os estudantes para a sua realidade local. Como parte da Rede Federal, sua estrutura é descentralizada, com uma organização multicampi e pluricurricular, composta por uma oferta verticalizada que vai desde a educação básica de nível médio até a pós-graduação, integrando todos os níveis da EPT. 

### Concepções
A educação promovida pelo IFF se fundamenta na articulação entre conhecimento científico, tecnológico e social, articulando educação, ciência e tecnologia com o objetivo de contribuir para uma sociedade mais justa e sustentável. Sua proposta educacional integra ciência e tecnologia com uma visão humanista. Inspirado na Declaração de Córdoba (2018), o Instituto defende o acesso democrático ao conhecimento como um direito social fundamental. 
Essa abordagem valoriza o desenvolvimento científico e tecnológico como instrumentos de inovação, e também como meios para promover justiça social, equidade e o bem-estar coletivo. O objetivo é formar profissionais e cidadãos que compreendam os impactos da ciência na sociedade e que sejam capazes de intervir positivamente na realidade. A educação no Instituto, portanto, deve ir além da capacitação técnica, promovendo uma formação integral que considere os aspectos históricos, culturais e políticos do conhecimento.
O IFF entende o trabalho como um elemento essencial na formação humana e na estruturação da sociedade. A instituição adota a perspectiva do trabalho como princípio educativo, reconhecendo sua função não apenas na preparação técnica para o mercado, mas também no desenvolvimento da cidadania e na transformação social.
Inspirado no pensamento de Saviani (2003), o IFF entende o trabalho como a atividade humana que transforma a natureza e, ao mesmo tempo, determina relações sociais. Essa concepção destaca que a produção da existência humana ocorre dentro de um contexto coletivo, onde são construídas normas e valores sociais. No cenário contemporâneo, essa dinâmica se dá, predominantemente, no âmbito do sistema capitalista, o que reforça a necessidade de uma educação que possibilite, ao mesmo tempo, o desenvolvimento de reflexão crítica e de competências socio-profissionais para o exercício do trabalho.
O currículo e as práticas pedagógicas do IFF são estruturados de modo a integrar saberes científicos, tecnológicos e culturais, evitando a fragmentação do conhecimento. A instituição adota uma abordagem politécnica, que busca promover o domínio teórico e prático do processo de trabalho, permitindo que os estudantes compreendam os fundamentos científicos e tecnológicos dos processos produtivos da sociedade contemporânea e, assim, possam atuar de maneira consciente e emancipada no mundo do trabalho.
O IFF adota uma concepção de currículo integrado, voltado para a formação do sujeito em sua integralidade, de maneira crítica e reflexiva. O objetivo é preparar os estudantes para atuar em uma sociedade em constante transformação, garantindo não apenas o desenvolvimento de competências técnicas e profissionais, mas também a formação ética, cidadã e empreendedora.
A organização curricular do IFF busca promover uma educação pautada na justiça social, equidade, cidadania e sustentabilidade, promovendo um ensino inclusivo que contemple as diversidades sociais, culturais e regionais. A construção do currículo deve ser um processo coletivo, dinâmico e contextualizado, garantindo que ele esteja alinhado às necessidades dos estudantes e da sociedade.
A avaliação da aprendizagem, como parte fundamental do currículo, é concebida como um processo contínuo de diagnóstico, visando à inclusão e ao sucesso do educando. Para isso, o IFF reconhece a importância das experiências prévias dos estudantes e a necessidade de formas diversificadas de avaliação, respeitando diferentes modos de aprender e promovendo a socialização do conhecimento.
O IFF adota a concepção de juventudes como uma construção social e cultural, rejeitando uma definição única e homogênea. A instituição reconhece que ser jovem varia conforme classe social, gênero, etnia, moradia e outros fatores, sendo um período de múltiplas experiências e relações sociais. Por isso, a educação voltada para essa fase da vida deve considerar essa diversidade e promover um ambiente de pertencimento e inclusão.
O IFFluminense compreende que a escola é um espaço fundamental para a formação da identidade dos jovens, e seu PPI incentiva a escuta ativa e o diálogo com os estudantes, reduzindo distâncias e promovendo o reconhecimento das diferentes expressões culturais dos jovens.
Além disso, a instituição reconhece o papel das tecnologias e redes sociais na vivência da juventude contemporânea. Assim, propõe a utilização desses recursos de forma estratégica, ampliando seu potencial educacional e favorecendo tanto a aprendizagem quanto a construção de relações sociais mais saudáveis no ambiente escolar.

### Princípios pedagógicos
O IFF adota os seguintes princípios pedagógicos que orientam sua prática educacional, e buscam promover a formação integral dos estudantes e articular ensino, pesquisa e extensão no processo de ensino-aprendizagem.
A indissociabilidade entre ensino, pesquisa e extensão é um princípio estruturante, estabelecido em Lei para a Rede Federal. Essa abordagem busca garantir que o ensino não se limite à transmissão de conteúdos, mas esteja conectado à pesquisa e à extensão, permitindo a produção e socialização do conhecimento com impacto na sociedade. O currículo dos cursos deve articular pesquisa e extensão, garantindo que os estudantes tenham experiências concretas de investigação e intervenção social. Além disso, o IFF compreende a extensão como um processo dialógico e transformador, no qual o conhecimento acadêmico é compartilhado com a sociedade e realimentado pelas demandas sociais. Essa interação favorece a produção de soluções técnicas e tecnológicas, fortalecendo o papel do Instituto como agente de desenvolvimento regional e social.
A pesquisa como princípio pedagógico é vista como essencial para o desenvolvimento do pensamento crítico e para a autonomia dos estudantes. A instituição incentiva a pesquisa como prática cotidiana, promovendo a investigação científica desde os níveis iniciais da formação e garantindo que o conhecimento produzido tenha impacto social e regional.
O trabalho como princípio educativo reforça a ideia de que a educação deve preparar os sujeitos não apenas para o mercado, mas para a vida em sociedade. O IFF considera o trabalho uma atividade transformadora, que deve ser compreendida de maneira crítica, articulando teoria e prática sem se limitar à simples capacitação técnica.
O respeito à diversidade é um valor central na proposta pedagógica do IFF, reconhecendo que a pluralidade sociocultural deve ser incorporada ao cotidiano educacional. A instituição busca garantir a inclusão efetiva de todos os estudantes, promovendo a equidade e a valorização das diferentes identidades, contextos socioculturais e trajetórias de vida.
A interdisciplinaridade é adotada como estratégia para superar o ensino fragmentado e promover uma visão mais integrada do conhecimento. O IFF busca estabelecer conexões entre diferentes áreas do saber, estimulando abordagens contextualizadas que relacionem teoria, prática e experiência social .
Por fim, a economia solidária é incorporada ao projeto pedagógico como uma alternativa ao modelo tradicional de trabalho, incentivando a organização coletiva, a autogestão e a produção sustentável. A instituição fomenta práticas que valorizam o desenvolvimento local, a justiça social e a cooperação, preparando os estudantes para atuar em contextos econômicos diversos.

### Políticas educacionais
O IFF estrutura suas políticas educacionais que abrangem diversas dimensões do ensino, da pesquisa e da extensão, garantindo que a educação seja um instrumento de transformação social.
A extensão no IFF é pautada na indissociabilidade entre ensino, pesquisa e extensão, assegurando que o conhecimento acadêmico seja compartilhado e desenvolvido em diálogo com a sociedade. A instituição promove editais para submissão de projetos e programas, realização de eventos, cursos e parcerias com setores públicos e privados. As iniciativas atendem a demandas diversas, como questões ambientais, desenvolvimento sustentável, qualificação profissional, geração de renda, qualidade de vida, saúde, educação, cultura, esporte e lazer. Essa atuação busca fortalecer o papel da instituição como promotora do desenvolvimento regional e social.
A pesquisa é compreendida como eixo estruturante da formação dos estudantes, incentivando a produção de conhecimento científico e tecnológico aplicado e com impacto social. A política de inovação busca consolidar a pesquisa aplicada e a transferência de tecnologia, ampliando o potencial criativo dos estudantes e servidores.
O IFF entende a inovação como um processo contínuo e coletivo, indo além de iniciativas isoladas, garantindo sua incorporação nos processos institucionais. O IFF enfatiza a necessidade de acesso a tecnologias digitais combinadas com novas abordagens pedagógicas centradas no estudante. Além disso, a instituição aposta em espaços que estimulem a criatividade e a experimentação, como os Laboratórios IFMakers e o Polo de Inovação, permitindo que os cursos se apropriem dessas metodologias para fortalecer o processo educativo.
O IFF também estabelece diretrizes para a política esportiva, reconhecendo o esporte como um elemento educativo e social. Suas ações abrangem diferentes dimensões, como o esporte educacional, o esporte de rendimento e o lazer, garantindo o acesso a práticas esportivas de qualidade para toda a comunidade acadêmica. No IFF, o esporte é compreendido como parte da formação humanística, dialogando com áreas como educação física escolar, lazer, saúde, cultura e treinamento esportivo. A prática esportiva no ambiente educacional deve proporcionar vivências que promovam cidadania, inclusão social, bem-estar e integração comunitária, além de possibilitar a participação dos estudantes em eventos e competições em níveis municipal, estadual, nacional e internacional
A política de arte e cultura tem como objetivo a valorização e a difusão da diversidade cultural, promovendo atividades que estimulem a criação artística, o patrimônio cultural e a identidade social dos estudantes. O Instituto busca garantir a democratização do acesso à cultura e incentivar a produção e usufruto de bens culturais, fortalecendo o sentimento de pertencimento e identidade cultural dos estudantes e da comunidade acadêmica. No âmbito dessa política, a arte é compreendida como um meio de expressão humana, englobando produções materiais e imateriais, sejam elas de caráter criativo, expressivo, simbólico, lúdico ou crítico. A cultura, por sua vez, é vista como um conjunto de valores, saberes e práticas sociais, que refletem a identidade dos grupos e da sociedade. 
A gestão da política cultural é pautada por uma abordagem participativa, democrática e articulada com diferentes setores da sociedade, buscando parcerias com instituições públicas e privadas. A política está organizada em quatro dimensões: (1) simbólica, que valoriza a produção artística e a diversidade cultural; (2) institucional, que reforça a importância da cultura na integração entre ensino, pesquisa e extensão; (3) cidadã, que garante o acesso à cultura e busca reverter desigualdades sociais; e (4) econômica, que incentiva a formação e o apoio a profissionais da cultura, promovendo o desenvolvimento de atividades culturais na sociedade.
Já a política de inclusão, diversidade e direitos humanos assegura o compromisso institucional com a equidade, a acessibilidade e a garantia de direitos, por meio da implementação de ações afirmativas e do fortalecimento de núcleos de inclusão e diversidade:
- NAPNE (Núcleo de Atendimento às Pessoas com Necessidades Específicas): oferece acompanhamento e apoio a estudantes com deficiência, buscando eliminar barreiras que dificultem sua participação plena no ambiente educacional .
- NEABI (Núcleo de Estudos Afro-brasileiros e Indígenas): foca na produção de conhecimento e em estratégias para uma educação antirracista e para a igualdade étnico-racial, promovendo ações que combatam o racismo e valorizem a cultura afro-brasileira e indígena.
- NUGEDIS (Núcleo de Gênero, Diversidade e Sexualidade): promove estudos, pesquisas e debates sobre igualdade de gênero, diversidade sexual e combate à violência e discriminação no ambiente escolar.

A política também inclui ações voltadas à educação especial na perspectiva da inclusão, seguindo diretrizes da Convenção sobre os Direitos das Pessoas com Deficiência (ONU, 2006) e da Lei Brasileira de Inclusão (2015). A proposta busca garantir o direito ao atendimento educacional especializado, promovendo acessibilidade e adaptação curricular para estudantes com deficiência, transtornos do espectro autista e altas habilidades.
Por fim, a política de internacionalização do IFF busca fortalecer parcerias com instituições da América Latina, do MERCOSUL, do continente africano e da Comunidade dos Países de Língua Portuguesa (CPLP). Além disso, prioriza ações que contemplem temas como economia solidária, energias renováveis, educação do campo e combate à pobreza, alinhando-se ao compromisso institucional com a inclusão e o desenvolvimento regional.

## Tipos de cursos e formas de oferta
A educação profissional e tecnológica (EPT) no Brasil é regulamentada pela Lei Nº 11.892/2008, que criou o IFF como uma instituição pluricurricular e multicampi, com autonomia para criar e extinguir cursos. A EPT é estruturada para atender diferentes públicos e demandas, sendo desenvolvida por meio de diversas modalidades e níveis de ensino. Essa estrutura permite que a EPT cumpra seu papel de promover o desenvolvimento profissional, social e econômico, oferecendo trajetórias educacionais flexíveis e integradas para diferentes perfis de estudantes. 
A descrição completa da organização do ensino utilizada pelo IFF pode ser encontrada em seu Plano de Desenvolvimento Institucional, vigente no período de 2023 a 2028. 
A lista atualizada de cursos disponíveis na instituição pode ser consultada em sua página oficial na internet. 

### Cursos técnicos de nível médio

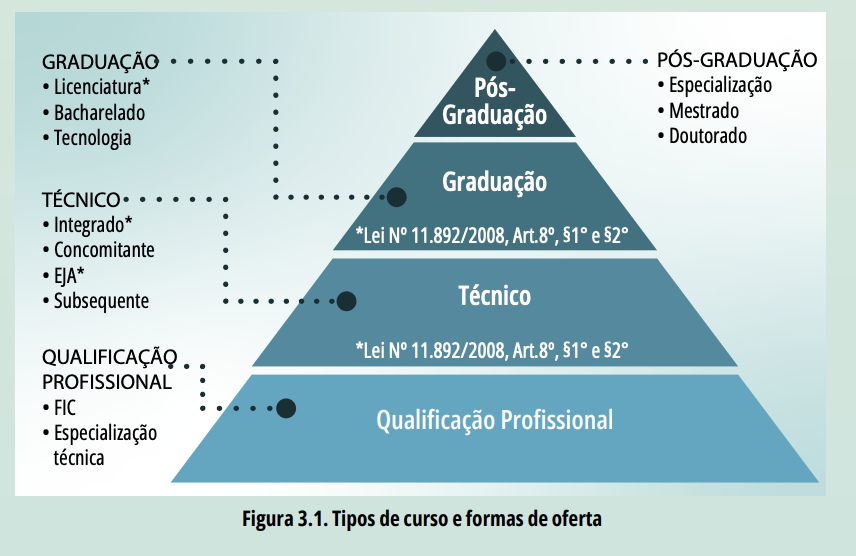
Tipos de curso e formas de oferta no Instituto Federal Fluminense

Os cursos técnicos de nível médio na EPT têm a função de preparar os estudantes para o mundo do trabalho, oferecendo formação prática e teórica em diversas áreas profissionais. Eles podem ser integrados, concomitantes ou subsequentes ao ensino médio, permitindo que os alunos desenvolvam habilidades específicas para atuar em setores estratégicos da economia. Além de facilitar a inserção no mundo do trabalho, esses cursos também funcionam como base para a continuidade dos estudos na educação superior, contribuindo para o desenvolvimento regional e a valorização da formação técnica no Brasil. Os cursos técnicos de nível médio são a forma prioritária de oferta no IFF. 
Nos cursos integrados, o aluno cursa o técnico e o ensino médio no IFF. Nos cursos concomitantes, o aluno poderá fazer o técnico no IFF enquanto cursa o ensino médio em uma outra instituição Os cursos subsequentes são para os alunos que já concluíram o ensino médio em outra instituição, e vão cursar no IFF apenas o técnico. O ingresso a esses cursos depende de aprovação em processo seletivo específico. Os processos seletivos são realizados semestralmente, exceto para os cursos integrados, cujas inscrições só acontecem no final do ano. 
A Lei de criação da Rede Federal estabelece que pelo menos 50% das vagas ofertadas devem ser em cursos na modalidade integrada ao ensino médio.  Segundo especialistas na área , o ensino médio integrado é um dos pilares da identidade dos Institutos Federais, sendo considerado essencial para a formação de sujeitos emancipados e preparados tanto para a vida em sociedade quanto para o trabalho complexo, uma vez que representa uma formação que articula conhecimentos gerais e técnicos de maneira integrada.
Diferente do modelo tradicional de ensino técnico, que separa as formações acadêmica e profissional, o ensino médio integrado nos Institutos Federais busca superar a dualidade histórica entre educação propedêutica e formação para o trabalho, promovendo uma abordagem que considera as múltiplas dimensões da vida humana – intelectual, física, tecnológica e política. Essa modalidade fortalece o compromisso dos IFs com a educação pública de qualidade e com o desenvolvimento sustentável dos territórios onde estão inseridos, consolidando-se como um eixo fundamental da política educacional da Rede Federal. 
A lista atualizada de cursos de nível técnico disponíveis na instituição pode ser consultada em sua página oficial na internet. 

### Cursos de graduação
A EPT no Brasil historicamente se limitou à oferta de cursos da educação básica, como a qualificação profissional e o ensino técnico de nível médio. No entanto, com a expansão da Rede Federal os Institutos Federais passaram a atuar também na educação superior, oferecendo cursos de graduação e pós-graduação. Esse processo de ampliação e integração dos diferentes níveis de ensino é conhecido como verticalização. 
O conceito de verticalização foi adotado da construção civil e do urbanismo.  Assim como um edifício é estruturado com base em suas fundações, na EPT, a educação básica serve de alicerce para a oferta de cursos superiores, garantindo continuidade na formação e possibilitando a elevação da escolaridade dos estudantes.
O IFF oferece, em nível de graduação, cursos nas modalidades de Tecnologia, Bacharelado e Licenciatura.  Os cursos de bacharelado têm o objetivo de desenvolver competências relacionadas ao exercício de atividade acadêmica ou profissional em determinado campo do saber, e têm duração mínima de quatro anos.  Os cursos de licenciatura visam formar profissionais capacitados para o exercício do magistério na educação básica, e sua duração mínima é de três anos e meio.  Já os cursos de tecnologia se caracterizam por estudar profundamente uma determinada área, e têm duração média de três anos. 
A lista atualizada de cursos em nível de graduação disponíveis na instituição pode ser consultada em sua página oficial na internet. 

### Cursos de pós-graduação
A pós-graduação na EPT desempenha um papel estratégico na formação de profissionais altamente qualificados, na produção de conhecimento científico aplicado e no desenvolvimento de inovação tecnológica. Ao articular pesquisa, desenvolvimento e formação continuada, os cursos de especialização, mestrado e doutorado na EPT consolidam a verticalização do ensino e estabelecem bases sólidas em educação, ciência e tecnologia, e inovação. 
O IFF oferece, em nível de pós-graduação, cursos lato sensu e stricto sensu. A lista atualizada de cursos em nível de pós-graduação disponíveis na instituição podem ser consultados em sua página oficial na internet. 

### Cursos de formação inicial e continuada (FIC)
Os cursos de formação inicial e continuada (FIC) na EPT são cursos profissionalizantes de curta duração, que têm a função de proporcionar qualificação rápida e acessível para diferentes segmentos da população, atendendo tanto trabalhadores que buscam inserção ou reinserção na vida produtiva e social quanto aqueles que desejam aprimorar suas competências profissionais. Oferecidos pelos Institutos Federais e outras instituições da Rede Federal, os cursos FIC são voltados para a democratização do conhecimento e o desenvolvimento regional, contribuindo para a inclusão social e a valorização da educação profissional ao longo da vida. 
A modalidade inclui cursos de capacitação profissional, aperfeiçoamento e atualização profissional de trabalhadores em todos os níveis de escolaridade. Abrange cursos especiais, de livre oferta, abertos à comunidade, além de cursos de qualificação profissional integrados aos itinerários formativos do sistema educacional. 

### Cursos da educação de jovens e adultos (EJA)
A educação de jovens e adultos (EJA) é uma modalidade da educação básica destinada a pessoas que não tiveram acesso ou continuidade de estudos no ensino fundamental ou médio na idade regular. No IFF, a EJA desempenha um papel fundamental na garantia do direito à educação, contribuindo para a inclusão social e o fortalecimento da cidadania, em alinhamento com os princípios da formação integral e do trabalho como princípio educativo. 
O direito à EJA é assegurado pela Constituição Federal, pela Lei de Diretrizes e Bases da Educação Nacional (LDB) e pelo Plano Nacional de Educação (PNE), que determina que pelo menos 25% das matrículas da EJA nos ensinos fundamental e médio devem estar integradas à educação profissional. Essa diretriz fortalece a relação entre a EJA e a EPT, promovendo o desenvolvimento de habilidades para o mundo do trabalho.
No IFF, a oferta da EJA é orientada pelas Diretrizes Institucionais de Articulação da Educação Profissional com a Educação de Jovens e Adultos, aprovadas pela Resolução CONSUP N.º 07/2019.  Essas diretrizes asseguram que todos os campi da instituição sigam os princípios nacionais da EJA, garantindo a qualidade e o alinhamento com as normativas educacionais.
A Resolução N.º 1/2021, do Conselho Nacional de Educação , estabelece quatro formas principais de oferta da EJA, todas presentes no IFF :
- Presencial
- Educação a Distância (EaD)
- Articulada à educação profissional, seja por meio de cursos de qualificação profissional ou de formação técnica de nível médio
- Com ênfase na Aprendizagem ao Longo da Vida

A EJA no IFF é estruturada para atender às especificidades de seu público, levando em conta os desafios socioeconômicos enfrentados por jovens e adultos que retornam aos estudos. Assim, busca garantir não apenas o acesso à educação pública e gratuita, mas também a permanência e a continuidade da formação, promovendo uma educação transformadora e inclusiva.
A lista atualizada de cursos de nível técnico disponíveis na instituição pode ser consultada em sua página oficial na internet. 

### Reserva de vagas
Todos os processos seletivos do IFF observam a determinação da Lei Nº 14.723/2023, que garante a reserva de 50% (cinquenta por cento) das vagas, por curso, para candidatos oriundos integralmente do ensino público. Metade destas vagas é assegurada aos que possuem renda familiar igual ou inferior a 1 salário mínimo. 
Também são garantidos os percentuais mínimos para pretos, pardos, indígenas, quilombolas e pessoas com deficiência. 

## Reitores
- Victor Saraiva Barbosa.
  - Mandato: 2024-2027;
- Jefferson Manhães de Azevedo.
  - Mandatos: 2016-2019 e 2020-2023;
- Luiz Augusto Caldas Pereira.
  - Mandato: 2012-2015;
- Cibele Daher Botelho Monteiro.
  - Mandato: 2008-2011 (pro tempore).
- Ligações externas
- Página oficial
- IFF em númerosReferências

1. 1 2  Presidência da República (29 de dezembro de 2008). «Institui a Rede Federal de Educação Profissional, Científica e Tecnológica, cria os Institutos Federais de Educação, Ciência e Tecnologia, e dá outras providências.». 29 de dezembro de 2008. Consultado em 6 de abril de 2022
2. 1 2 3 4 5 6  «Histórico do IFF — Portal IFFluminense». portal1.iff.edu.br. Consultado em 5 de março de 2025
3. 1 2 3 4  «L11892». www.planalto.gov.br. Consultado em 5 de março de 2025
4. ↑  iffemnumeros.iff.edu.br http://iffemnumeros.iff.edu.br. Consultado em 5 de março de 2025 Em falta ou vazio |título= (ajuda)
5. ↑  «Conheça o IFFluminense — Portal IFFluminense». portal1.iff.edu.br. Consultado em 5 de março de 2025
6. 1 2  «Constituição Brasileira de 1988». www.planalto.gov.br. Consultado em 6 de março de 2025
7. 1 2  «Lei Nº 9394/1996 - Lei de Diretrizes e Bases da Educação Nacional». www.planalto.gov.br. Consultado em 6 de março de 2025
8. 1 2 3 4 5 6 7 8 9 10 11 12 13 14 15 16 17 18 19 20 21 22 23 24 25 26  «Plano de Desenvolvimento Institucional (2023-2028)». Instituto Federal Fluminense. Consultado em 5 de março de 2025
9. ↑  «Carta de Córdoba: Educação Superior como um direito – Sinpro MG». Consultado em 6 de março de 2025
10. 1 2 3  «L11892». www.planalto.gov.br. Consultado em 5 de março de 2025
11. ↑  «Cursos do IFFluminense — Portal IFFluminense». portal1.iff.edu.br. Consultado em 5 de março de 2025
12. 1 2  «Formas de ingresso — Portal IFFluminense». portal1.iff.edu.br. Consultado em 5 de março de 2025
13. 1 2  «Cursos Técnicos — Portal IFFluminense». portal1.iff.edu.br. Consultado em 5 de março de 2025
14. 1 2 3  Silva, Caetana Juracy Rezende; Pacheco, Eliezer Moreira (13 de fevereiro de 2022). «A concepção do projeto político pedagógico dos Institutos Federais de Educação, Ciência e Tecnologia». Revista Brasileira da Educação Profissional e Tecnológica (22): e13658–e13658. ISSN 2447-1801. doi:10.15628/rbept.2022.13658. Consultado em 5 de março de 2025
15. 1 2  Frigotto, Gaudêncio (6 de dezembro de 2024). «OS INSTITUTOS FEDERAIS E SUA IDENTIDADE». Profiscientia (18). ISSN 1806-0285. doi:10.61803/km4ra652. Consultado em 5 de março de 2025
16. 1 2  «Cursos de Graduação — Portal IFFluminense». portal1.iff.edu.br. Consultado em 5 de março de 2025
17. ↑  «Bacharelado (Bachelor Degrees) — Portal IFFluminense». portal1.iff.edu.br. Consultado em 5 de março de 2025
18. ↑  «Licenciatura (Teacher Education Degrees) — Portal IFFluminense». portal1.iff.edu.br. Consultado em 5 de março de 2025
19. ↑  «Tecnologia (Technologist Training Degrees) — Portal IFFluminense». portal1.iff.edu.br. Consultado em 5 de março de 2025
20. ↑  «Pós-Graduação — Portal IFFluminense». portal1.iff.edu.br. Consultado em 5 de março de 2025
21. ↑  «Cursos de Formação Inicial e Continuada — Portal IFFluminense». portal1.iff.edu.br. Consultado em 5 de março de 2025
22. 1 2 3  «Cursos Técnicos Integrados ao Ensino Médio - Proeja — Portal IFFluminense». portal1.iff.edu.br. Consultado em 5 de março de 2025
23. ↑  «RESOLUÇÃO N.º 7, DE 28 DE FEVEREIRO DE 2019 — Centro de Documentação Digital». cdd.iff.edu.br. Consultado em 5 de março de 2025
24. ↑  «RESOLUÇÃO CNE/CP Nº 1, DE 5 DE JANEIRO DE 2021». portal.mec.gov.br. Consultado em 5 de março de 2025. Cópia arquivada em 9 de agosto de 2022
25. ↑  «L12711». www.planalto.gov.br. Consultado em 5 de março de 2025